# Alien Abduction (film din 2014)
Răpire extraterestră (titlu original: Alien Abduction, titlul de lucru: The Morris Family Abduction) este un film american SF de groază din 2014 regizat de Matty Beckerman (debut regizoral). Rolurile principale au fost interpretate de actorii Katherine Sigismund și Corey Eid. Filmul este produs de studiourile Exclusive Media Group, Big Picture și Next Entertainment și este distribuit de IFC Midnight. A avut premiera la 4 aprilie 2014.

## Prezentare
Filmul este bazat pe un fenomen OZN real care a apărut în zona munților Brown din Carolina de Nord. O familie aflată în vacanță are de-a face cu o amenințare extraterestră.  

## Distribuție
- Katherine Sigismund ca Katie Morris
- Corey Eid ca Corey Morris
- Riley Polanski ca Riley Morris
- Jillian Clare ca Jillian Morris
- Jeff Bowser ca Sean
- Peter Holden ca Peter Morris
- Jordan Turchin ca Ofițer James
- Kelley Hinman ca Park Ranger

## Primire
Filmul Alien Abduction a avut parte de recenzii critice negative; filmul are un rating de 47 pe Metacritic (bazat pe 9 recenzii) și 29% pe Rotten Tomatoes (bazat pe 14 recenzii). Aprecierea comună a filmului a fost pentru folosirea de către Riley a videocamerei sale ca pe un mecanism de adaptare a unui băiat autist, recenzorii considerând că aceasta a fost o motivație bună pentru Riley de a continua filmările, atunci când "orice persoană sănătoasă ar opri filmarea și ar lua-o la fugă". Critica negativă a filmului s-a axat în principal asupra scenariului liniar prea generic.